# Terminocella vittata
Terminocella vittata är en mossdjursart som beskrevs av Harmer 1957. Terminocella vittata ingår i släktet Terminocella och familjen Catenicellidae. Inga underarter finns listade i Catalogue of Life.